# Ernest Auricoste de Lazarque
Ernest Auricoste de Lazarque du Montaut, né à Metz le 2 septembre 1829 et mort à Retonfey le 26 avril 1894,  est un gastronome français, historien et folkloriste du pays messin.

## Biographie
Ernest-Jean-Baptiste-François Auricoste de Lazarque est issu d’une famille aristocratique d’Auvergne fixée en Lorraine. Il est bachelier en 1848 puis sert quelques années dans l’artillerie avant de s’établir au château de Retonfey avec son père et sa sœur Augustine-Adrienne, cuisinière hors pair. Il se consacre alors à la chasse, aux études et à l’écriture.
À partir de 1853, il contribue au journal Le Vœu national par de nombreux articles sur le pays messin. 
Il publie également des recueils de poèmes et quelques pièces de théâtre. Il écrit en 1870 une cantate patriotique qui « sera exécutée pour la première et dernière fois en avril 1870 dans le grand salon de l’hôtel de ville de Metz ». Pendant le siège de Metz de 1870, il aide les blessés recueillis par les sœurs de Sainte-Chrétienne.
Il est maire de Retonfey de 1874 à 1887. Il crée dans la commune une société de secours et de prévoyance.
Il est élu membre de l’Académie nationale de Metz en 1883. 
Auricoste de Lazarque est surtout connu pour son livre de gastronomie La cuisine messine, qui paraît en 1890 et lui assure une certaine renommée. L’ouvrage comporte quatre parties : 
1. Potages, œufs, légumes et pâtes, viandes, poissons, sauces, épices et salades, conserves, fromages, boissons ;
2. Cuisine de chasse, gibier à plumes, gibier d’aventure, haltes de chasse ;
3. Cuisine folklorique du pays messin ;
4. Cuisine des dames.

L’auteur déclare dans sa préface avoir la cuisine en horreur, mais ajoute dans son propos final : « Je n’aime pas la cuisine, mais je ne veux pas en priver les autres. » Il divise les mets en deux catégories, les « plats gais » et les « plats tristes ». Il cite parmi ces derniers la carpe au bleu, le cochon de lait en gelée, « l’omelette baveuse et le pâle macaroni. » Parmi les premiers se trouvent « l’oronge relevée du gril, les brochettes de becs fins, les pois lorrains au lard, la salade fleurie, le truffe violette semblable au nez d’un ivrogne. » Auricoste de Lazarque parsème ses recettes d’anecdotes et ressuscite nombre de plats anciens, entre autres les rouges-gorges en brochette, le héron en salmis et la soupe au corbeau.
Il meurt dans son château au moment où l’Académie de Metz le proclame président pour la seconde fois.
Une rue de Metz porte son nom, dans le quartier du Sablon.

## Famille
Son grand-père épouse Anne-Adrienne Blaise de Rozérieulles, descendant de Gédéon-Charles Blaise de Rozérieulles, mousquetaire du roi, conseiller au parlement de Metz et seigneur de Retonfey qui y avait fait construire le château.

## Publications
- Une chasse au miroir dans le pays messin, 1878.
- Une chasse en temps de neige. Saynète, Metz, Carrère, 1882, 14 p.
- M. Hennequin, ancien curé de Sainte-Barbe, Histoire de chasse et de guerre dans le pays messin, Metz, Sidot frères, 1885, 58 p.
- La cuisine messine, Metz, A Béha rue Serpinoise[4], 400 p. 1890. réed. Nancy, Sidot frères1892, 1898, 1909 - 346 p. 1927 - 375 p. 2014.